# 黃背長鱸
雙色長鱸（学名：Liopropoma dorsoluteum），又名黃背長鱸，為輻鰭魚綱鱸形目鱸亞目鮨科的其中一種，分布於西北太平洋的台灣及日本海域，棲息深度約35公尺，體長可達20.6公分，為底棲性魚類，屬肉食性，生活習性不明。

## 擴展閱讀
維基物種上的相關：黃背長鱸